# Ana Carolina Ugarte
Ana Carolina Ugarte Pelayo Campos (Maturín; 7 de marzo de 1992) es una modelo y reina de belleza venezolana titular de Miss Venezuela Mundo 2017 y quien fue la representante de dicho país en el Miss Mundo 2017.

## Biografía y trayectoria
Ugarte nació en Maturín, estado Monagas el 7 de marzo de 1992. En 2013, participó en el Miss Venezuela, representando a su natal estado Monagas; donde compitió con otras 25 candidatas representantes de diversos estados del país. En la Gala Interactiva de dicho concurso, obtuvo la banda de Miss Elegancia. Ugarte realizó estudios en Administración de Empresas en la Universidad Gran Mariscal de Ayacucho. Actualmente se desempeña en el área administrativa de la Fundación Amigos del Niño con Cáncer.

## Miss Mundo 2017
Desde 2013 la representante venezolana a Miss Mundo se escogía en el certamen Miss Venezuela Mundo. Sin embargo, en 2016 y 2017 este certamen no se realizó debido a la crisis económica, política y social que afronta Venezuela, por tal motivo, Osmel Sousa (Presidente de la Org. Miss Venezuela) decidió designar a Ugarte (por medio de un casting interno en la Organización Miss Venezuela) como la representante del país a la 66.ª edición del certamen mundial, que se llevó a cabo el 18 de noviembre de 2017, en Sanya, China en donde clasificó en las 40 finalistas.

## Cronología
| Predecesor: Angela Ducallín | Miss Monagas 2013         | Sucesor: Fabiola Briceño        |
| Predecesor: Diana Croce     | Miss Venezuela Mundo 2017 | Sucesor: Veruska Ljubisavljevic |